# Stormningsgrav
Stormningsgrav (även Diamantgrav) är en grävd eller utsprängd djup grav runt en befästning. Gravens bredd skall vara avsevärd och omöjliggöra stormning av befästningen. Har endast en ingång som skyddas väl av olika vapen. Finns i Sverige bland annat runt Bodens fästning.